# Adjib
Âdjib (aussi écrit Ânedjib, « L'Horus au cœur vaillant ») est le nom d'Horus du sixième souverain de la Ire dynastie pendant la période thinite au début du IIIe millénaire avant notre ère. Le roi a eu un règne relativement long mais méconnu,.

## Généalogie
La famille d'Âdjib n'a que partiellement fait l'objet d'une enquête. Ses parents sont inconnus, mais on pense que son prédécesseur, le roi Den, était peut-être son père. Âdjib était peut-être marié à une femme nommée Batyires ; en effet, sur la pierre de Palerme, elle est décrite comme la mère du successeur d'Âdjib, Sémerkhet,. On n'a pas encore trouvé de preuves définitives à l'appui de ce point de vue. On pourrait s'attendre à ce qu'Âdjib ait des fils et des filles, mais leurs noms n'ont pas été conservés dans les documents historiques. En plus de Sémerkhet, Qâ a été proposé comme fils d'Âdjib sur la base d'une supposée usurpation du trône par Sémerkhet ; cependant, cette dernière théorie est aujourd'hui rejeté. Si rien ne contredit l'idée que Qâ soit le fils d'Âdjib, il pourrait être tout autant un fils de Sémerkhet.
|  |  |  |  |  |  |  |  |  |  |  |  |  |  |  |  |  |  |  |  |  |  | Den   | Den   | Den   | Den   | Den       | Den   |  |  | Seshemetka | Seshemetka | Seshemetka | Seshemetka | Seshemetka | Seshemetka |  |  |  |  |  |  |  |  |  |  |  |  |  |  |  |  |  |  |  |  |  |  |  |  |  |  |  |  |
|  |  |  |  |  |  |  |  |  |  |  |  |  |  |  |  |  |  |  |  |  |  | Den   | Den   | Den   | Den   | Den       | Den   |  |  | Seshemetka | Seshemetka | Seshemetka | Seshemetka | Seshemetka | Seshemetka |  |  |  |  |  |  |  |  |  |  |  |  |  |  |  |  |  |  |  |  |  |  |  |  |  |  |  |  |
|  |  |  |  |  |  |  |  |  |  |  |  |  |  |  |  |  |  |  |  |  |  |       |       |       |       |           |       |  |  |            |            |            |            |            |            |  |  |  |  |  |  |  |  |  |  |  |  |  |  |  |  |  |  |  |  |  |  |  |  |  |  |  |  |
|  |  |  |  |  |  |  |  |  |  |  |  |  |  |  |  |  |  |  |  |  |  | Âdjib | Âdjib | Âdjib | Âdjib | Âdjib     | Âdjib |  |  | Batyires   | Batyires   | Batyires   | Batyires   | Batyires   | Batyires   |  |  |  |  |  |  |  |  |  |  |  |  |  |  |  |  |  |  |  |  |  |  |  |  |  |  |  |  |
|  |  |  |  |  |  |  |  |  |  |  |  |  |  |  |  |  |  |  |  |  |  | Âdjib | Âdjib | Âdjib | Âdjib | Âdjib     | Âdjib |  |  | Batyires   | Batyires   | Batyires   | Batyires   | Batyires   | Batyires   |  |  |  |  |  |  |  |  |  |  |  |  |  |  |  |  |  |  |  |  |  |  |  |  |  |  |  |  |
|  |  |  |  |  |  |  |  |  |  |  |  |  |  |  |  |  |  |  |  |  |  |       |       |       |       |           |       |  |  |            |            |            |            |            |            |  |  |  |  |  |  |  |  |  |  |  |  |  |  |  |  |  |  |  |  |  |  |  |  |  |  |  |  |
|  |  |  |  |  |  |  |  |  |  |  |  |  |  |  |  |  |  |  |  |  |  |       |       |       |       |           |       |  |  |            |            |            |            |            |            |  |  |  |  |  |  |  |  |  |  |  |  |  |  |  |  |  |  |  |  |  |  |  |  |  |  |  |  |
|  |  |  |  |  |  |  |  |  |  |  |  |  |  |  |  |  |  |  |  |  |  |       |       |       |       | Sémerkhet |       |  |  |            |            |            |            |            |            |  |  |  |  |  |  |  |  |  |  |  |  |  |  |  |  |  |  |  |  |  |  |  |  |  |  |  |  |
|  |  |  |  |  |  |  |  |  |  |  |  |  |  |  |  |  |  |  |  |  |  |       |       |       |       |           |       |  |  |            |            |            |            |            |            |  |  |  |  |  |  |  |  |  |  |  |  |  |  |  |  |  |  |  |  |  |  |  |  |  |  |  |  |
|  |  |  |  |  |  |  |  |  |  |  |  |  |  |  |  |  |  |  |  |  |  |       |       |       |       |           |       |  |  |            |            |            |            |            |            |  |  |  |  |  |  |  |  |  |  |  |  |  |  |  |  |  |  |  |  |  |  |  |  |  |  |  |  |
|  |  |  |  |  |  |  |  |  |  |  |  |  |  |  |  |  |  |  |  |  |  | Qaâ   |       |       |       |           |       |  |  |            |            |            |            |            |            |  |  |  |  |  |  |  |  |  |  |  |  |  |  |  |  |  |  |  |  |  |  |  |  |  |  |  |  |

## Attestations

### Attestations contemporaines
Âdjib est attesté par plusieurs documents, :
- provenant d'Abydos :
  - la tombe X du roi dans laquelle ont été trouvés plusieurs documents, dont des scellements de jarres, des étiquettes et des fragments de vaisselle en pierre dont un certain nombre sont inscrits avec le serekh du roi ou le nom Merpebia-Nebouy précédé du titre Nesout-bity[6],[7],[8],[9],[10],[11],
  - trois récipients en pierre découverts dans la tombe T de Den et inscrit avec les noms de ces deux rois, chacun précédé des titres Nesout-bity Nebty[12],
  - le fameux sceau mentionnant les huit rois de la Ire dynastie, de Narmer à Qâ, découvert dans la tombe Q de Qâ[13],
  - une fragment de récipient en cristal provenant aussi du cimetière d'Ouum el-Qa'ab, avec le nom Khasty de Den et à l'origine le nom Merpebia-Nebouy d'Âdjib, avant que Sémerkhet ne l'usurpe en y inscrivant son nom Iry-Nebty par dessus celui d'Âdjib[14],
- provenant de la nécropole memphite :
  - treize vases en pierre (no  23 à 35, ainsi que nos  19-21 avec Den, Sémerkhet, et Qâ et no  36 avec Qâ) dans les galeries orientales sous la pyramide de Djéser[15],
  - un récipient mentionnant la fête-Sed du roi découvert dans la tombe S2446 à Saqqarah[16],
  - des sceaux de jarre dans les mastabas S3038 et S3111 à Saqqarah[17],
  - le roi est également mentionné à Helwan[11],
- quatre récipients en pierre sans provenance connue, deux en marbre blanc[18], un en diorite où le nom d'Âdjib (Nesout-bity Merpebia-Nebouy) est entouré de ceux de son prédécesseur Den (Nesout-bity Khasty) et de son successeur Sémerkhet (Nesout-bity Iry-Nebty)[19] et le dernier avec les mêmes noms que précédemment mais en plus suivi de celui du successeur de Sémerkhet, Qâ (Nesout-bity Qaâ-Nebty)[20], faisant ainsi monter le nombre de récipients en pierre inscrits avec l'un des noms du roi à cinquante-quatre, avec ceux d'Abydos, de Saqqarah et d'Helwan,
- deux sceaux découverts à En Bésor[11].

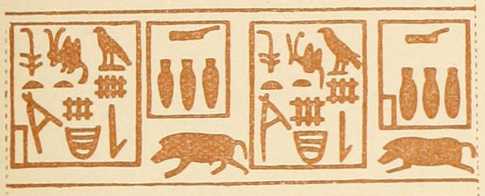
Sceau d'Âdjib provenant de la tombe du roi[21].
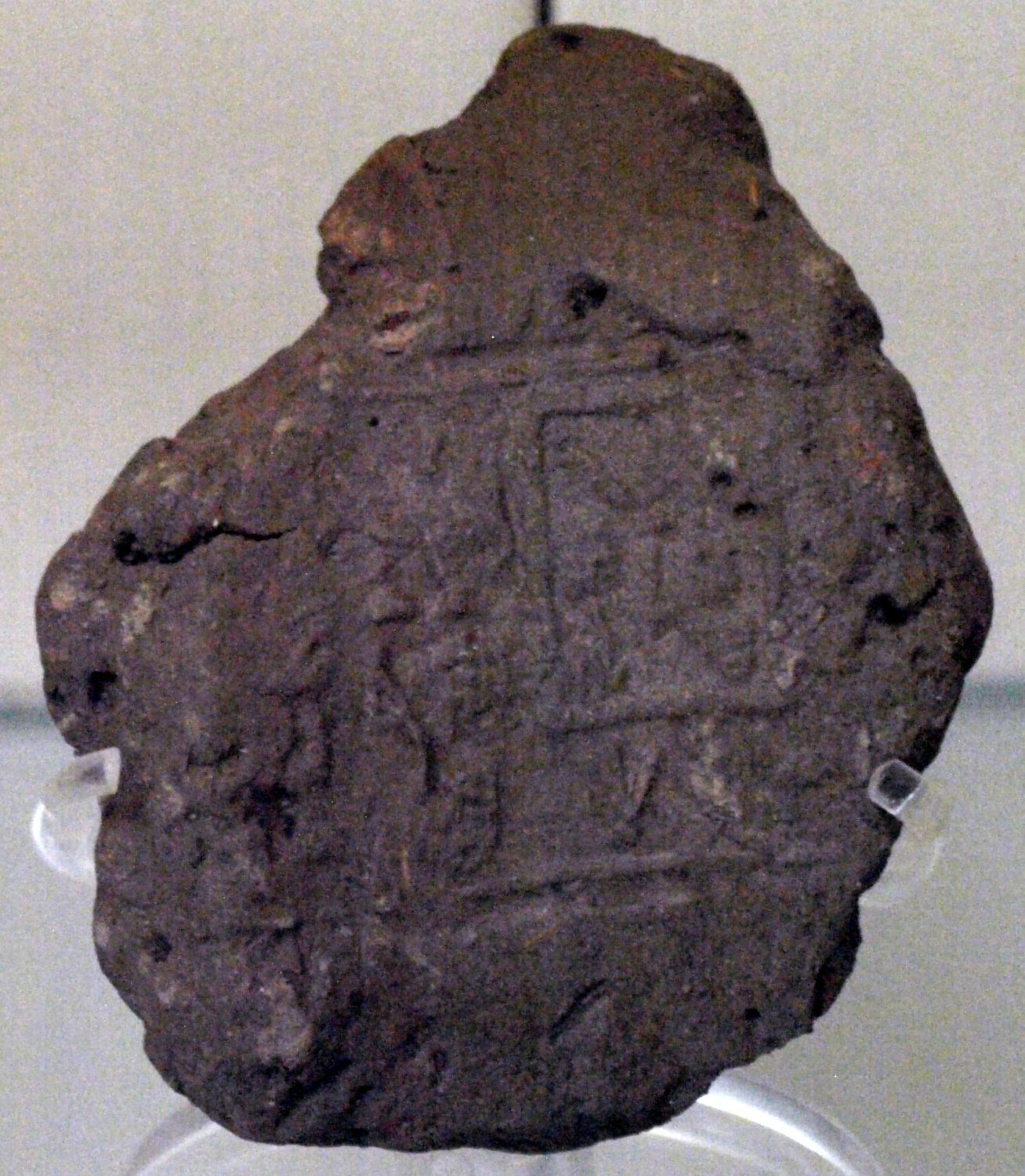
Sceau du roi découvert probablement découvert à Abydos - British Museum, Londres (EA 65906).
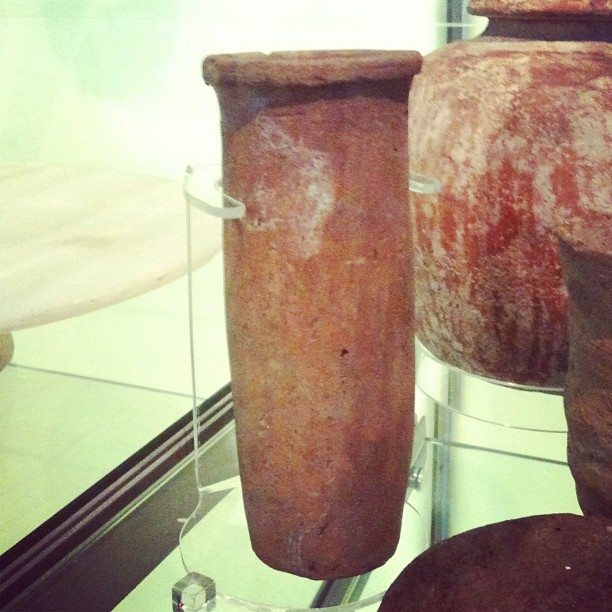
Vase cylindrique provenant de la tombe du roi à Ouum el-Qa'ab.
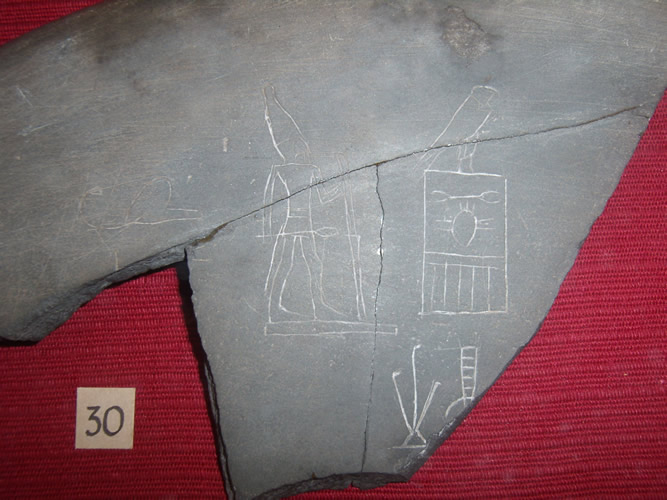
Fragment de vase en ardoise découvert dans la tombe du roi à Ouum el-Qa'ab.
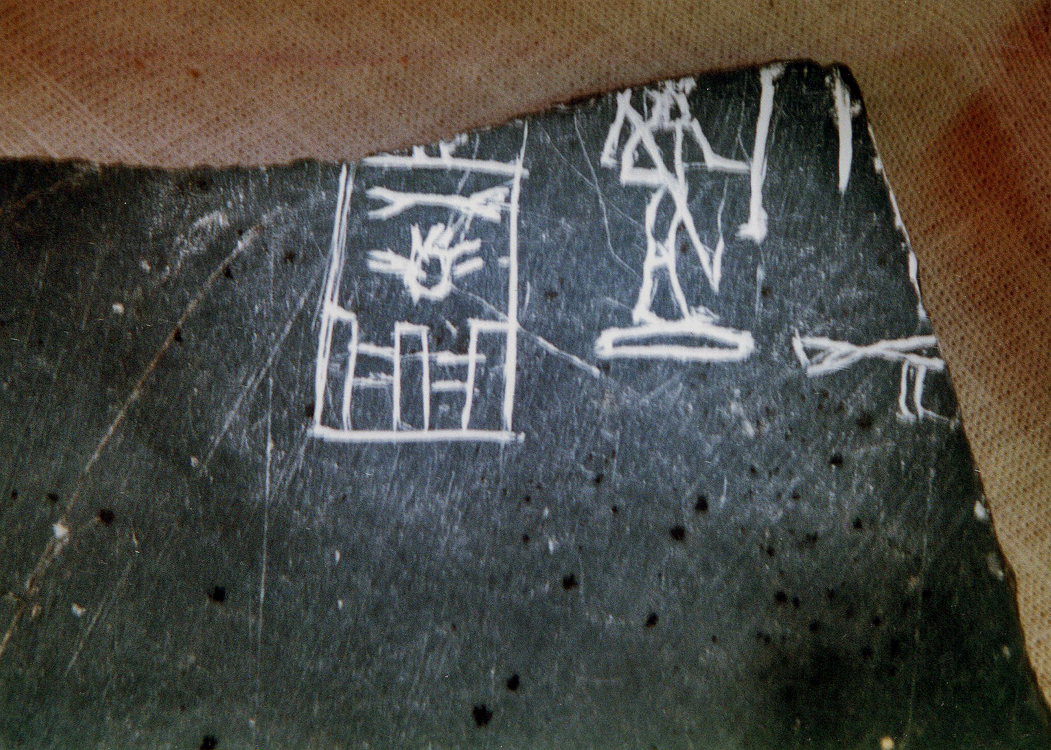
Fragment de vase en schiste découvert dans les galeries orientales sous la pyramide de Djéser (no 34 de Lacau et Lauer[22]) - Musée égyptien du Caire (JE 55259).

### Attestations ultérieures
Le roi est attesté indirectement sur les annales de la pierre de Palerme datant de la Ve dynastie ; en effet, le nom de Sémerkhet et l'ensemble des « cases-années » sont conservés sur le troisième registre du fragment I du Caire, ainsi que les deux dernières années de son prédécesseur, toutefois l'état de l'inscription ne permet pas de lire ce qu'il y avait écrit.
Le roi est également présent sur les listes royales ramessides sous un nom différent, le nom écrit étant corrompu par le temps :
- la liste royale d'Abydos, datée du règne de Séthi Ier (XIXe dynastie), dans laquelle le nom de Merbiapou est inscrit à la sixième position[24],
- le canon royal de Turin, daté de la XIXe dynastie, dans lequel le nom de Mergeregpen est inscrit à la seizième position de la troisième colonne ; le papyrus lui compte une vie de soixante-quatorze ans[24],
- la table de Saqqarah, datée du règne de Ramsès II (XIXe dynastie), dans laquelle le nom de Merbiapen est inscrit à la première position[24].

Concernant les listes manéthoniennes, le sixième roi de la dynastie est nommé Niebaïs (Nιεβαης) (selon  la version d'Eusèbe de Césarée) ou Miebidos (Μιεβιδoς) (selon la version d'Africanus) et aurait régné vingt-six ans.

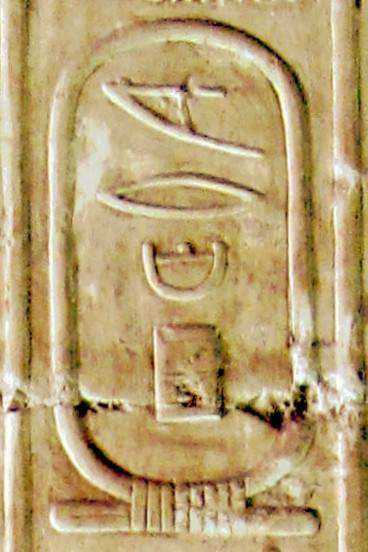
Cartouche de Merbiapou dans la liste d'Abydos.

## Règne

### Durée du règne
On situe son règne au début du IIIe millénaire avant notre ère. Si Manéthon lui compte 26 ans de règne,, la longueur du règne d'Âdjib est encore l'objet de débat, car si certains chercheurs voient en cette durée de règne une exagération, proposant une durée de huit à dix ans, d'autres pensent que le roi a eu un règne plutôt long, comme l'attesteraient les deux mentions de fête-Sed découverts sur des récipients en pierre, dans la tombe du roi à Abydos et dans la tombe S2446 à Saqqarah. En effet, une fête-Sed est célébrée pour la première fois après trente ans de règne d'un roi, après quoi elle est répétée tous les trois ou quatre ans. Cependant, il est possible que les mentions de fête-Sed soient en fait celles du prédécesseur d'Âdjib, le roi Den, qui a effectivement célébré une telle fête, et qu'Âdjib ait récupéré ces récipients pour lui-même, comme ce qui a déjà été observé sur d'autres couments de la période. Des égyptologues tels que Nicolas Grimal et Wolfgang Helck supposent qu'Âdjib, en tant que fils de Den et héritier légitime du trône, était peut-être assez âgé quand il est monté sur le trône égyptien.

### Nom deNebouy
Selon les archives archéologiques, Âdjib introduisit un nouveau titre royal qu'il pensait utiliser comme une sorte de complément au titre de Nesout-bity qui précède le second nom du roi, Merpebia : le titre de Nebouy, écrit avec le double signe d'un faucon sur un court standard. Il signifie Les deux seigneurs et fait référence aux divinités d'État Horus et Seth. Il indique aussi symboliquement la Basse et la Haute-Égypte. Âdjib aurait légitimé son rôle de roi égyptien avec l'utilisation de ce titre,.

### Activités
Des empreintes de sceaux d'argile témoignent de la fondation de la nouvelle forteresse royale Hor Nebou-khet (Horus, l'or de la communauté divine) et de la résidence royale Hor Seba-khet (Horus, l'étoile de la communauté divine). Les inscriptions sur les vases en pierre montrent que pendant le règne d'Âdjib, un nombre inhabituellement élevé de statues de culte ont été réalisées pour le roi. Au moins six objets représentent des statues debout représentant le roi avec son insigne royal. Helck souligne en outre une caractéristique inhabituelle ; toutes les images des fêtes-Sed d'Âdjib montrent la notation Qesen (calamité) écrite sur les escaliers du pavillon des fêtes-Sed. La fin du règne d'Âdjib fut peut-être violente,. Sous le règne du roi, un grand nombre de statue divine ainsi que de six du roi lui-même ont été produites.

## Sépulture

Plan de la tombe d'Âdjib, entourée de tombes subsidiaires.

Le site funéraire d'Âdjib a été fouillé dans la nécropole d'Oumm el-Qa'ab à Abydos et est connu sous le nom de Tombe X63. Elle mesure 16,4 × 9 mètres et est la plus petite de toutes les tombes royales de la nécropole. La tombe d'Âdjib a son entrée à l'est et un escalier mène à l'intérieur. La chambre funéraire est entourée de soixante-quatre tombes subsidiaires et simplement divisée par un mur de séparation en deux pièces,. Jusqu'à la fin de la Ire dynastie, il semble que la tradition voulait que la famille et la cour du roi se suicident (ou soient tués) et soient ensuite enterrés aux côtés du souverain dans sa nécropole. Il est l'un des seuls rois de la dynastie dont la stèle funéraire n'a pas été retrouvée.